# 호남전단대
호남전단대(湖南剪斷帶, Honam Shear Zone, HSZ)는 대한민국 영남 육괴와 옥천대 내 경상북도 울진군에서 상주시를 지나 전라남도 목포시까지 북동-남서 방향으로 발달하는 폭 100 km, 연장 400 km의 연성(延性, ductile) 전단대이다. 호남전단대는 예천전단대, 순창전단대, 광주전단대, 전주전단대, 영광전단대로 구성되며 영남 육괴의 선캄브리아기 암석 및 쥐라기 대보 화강암을 변형시킨다. 

## 개요
광주 단층대는 좌수향 주향 이동 운동 이전에 광역적인 우수향 연성 전단작용을 겪은 것으로 보고되었으며, 이를 호남전단대라 지칭한다. 호남전단대는 북동-남서 방향으로 발달하는 연성 전단대로 야나이 슈이치 외(1985)에 의해 처음으로 정의되었다.

### 운동 시기
클루젤 외(1991)는 호남전단대를 트라이아스기 동안 운동하여 영남 육괴와 옥천대의 경계를 형성한 구조선으로 보고하였으며, 옥동 단층을 호남전단대의 북동측 연장으로 해석하였다. 클루젤(1991)은 북중국 강괴에 속하는 영남 육괴가 트라이아스기에 호남전단대를 따라 수백 킬로미터를 이동하여 남중국 지괴에 속하는 옥천대와 접하게 되었다고 주장하였다. Yin and Nie (1993)은 호남전단대가 중국의 탄루 단층대와 같이, 요철 모양의 북중국과 남중국 대륙이 충돌하는 과정에서 형성된 우수향 주향이동 단층으로 해석하였다. 호남전단대에서 대보 조산운동을 받아 형성된 쥐라기의 엽리상 화강암류의 지화학적 특성은 엽리상 화강암류가 대륙 및 주변부에서 조산 운동시 형성되었으며 높은87Sr/86Sr 값은 엽리상 화강암류를 형성한 마그마가 상부 맨틀 기원이고 혼성 작용을 받았거나 하부 지각 용융으로 형성되었음을 지시한다.
그러나 이후 호남전단대 주변 암석에 대해 진행된 절대연령 연구 결과들은 호남전단대의 운동시기를 초기~중기 쥐라기로 지시한다. 호남전단대 주변에는 전구조(pre-tectonic) 내지 동구조(syn-tectonic) 심성암체인 엽리상 화강암체가 분포하는데 이들의 관입 시기를 측정해 변형을 일으킨 전단 작용 시기를 제한할 수 있다. 
김정빈과 앤드류 투렉(1996)은 심성암의 U-Pb 저어콘 연대와 각 심성암체의 엽리 발달 여부로 호남전단대의 발달 시기를 약 180 Ma (쥐라기 전기)으로 제한하였다.
권성택과 이진한(1997)은 호남전단대 내 심성암에서 보고된 연대 측정 자료를 종합하여, 호남전단대의 우수향 연성 전단운동의 시기는 183±8 Ma (쥐라기 전기 플리엔스바치안~중기 알레니안) 이후이며 최종 운동 시기는 남원 북서부 화강암의 고화 시기(187±3 Ma 이후 또는 176±3 Ma)으로 추정하였다.
정창식 외(2006)는 호남전단대 남서부 전라남도 무안군, 화순군 지역에서 시료를 채취하고, 순창 화강섬록암에 대해 162±11 Ma (쥐라기 중기 알레니안~후기 옥스포디안)의 Rb-Sr 연대를 구해 호남전단대 변형의 최저 시기를 이 시기로 제한하였고, 호남전단대는 페름기~트라이아스기의 중국 대륙 충돌과 관련 없다고 결론 지었다. 또한 무안군 지역 압쇄암에 대해 백운모를 대상으로 한 변형 연대를 138 Ma로 발표하여 백악기 전기의 전단 작용 시기를 보고하였다.
정연중 외(2008)는 전북특별자치도 정읍시 정읍 엽리상 화강암에 대해 U-Pb 스핀 연대측정을 실시하여 172.9±1.7 Ma (238U/206Pb, 쥐라기 중기) 및 170.7±2.8 Ma (235U/207Pb, 쥐라기 중기)의 연대를 획득하여, 정읍시 지역에서 전단 작용의 시기는 173 Ma 이후로 추정하였다.
강지훈(2010)은 쥐라기 옥천 화강암(163 Ma)의 주요 변형 구조와 옥천대 중앙 충청북도 옥천군 지역에서 옥천 누층군의 파랑 습곡 작용과, 옥천 누층군을 관입한 쥐라기 옥천 화강암에 의한 접촉변성작용 사이의 시간 관계를 연구해, 호남 전단 운동이 쥐라기 화강암이 관입할 동안 휴식기(175~166 Ma)가 있었고 그 전후로 2회 발생(187~170 Ma 및 168~152 Ma)했음을 제안하였다.

## 예천전단대
예천전단대(醴泉剪斷帶, Yecheon Shear Zone)은 경상북도 상주시 함창읍 일대에서 호남전단대로부터 분리되어 서남서-동북동 방향으로 예천군 남부와 영주시 평은면을 지나 봉화군 상운면에서 주향을 동-서로 전환하여 장군봉을 지나 영양군~울진군 지역의 기성층 분포지로 3.5 km 폭으로 100 km 연장된다. 예천전단대를 따라 선캄브리아기 편마암이 발달하고 그 양쪽으로 화강암이 있으며 편마암 내부에 박층의 석회암과 규암이 협재된다.

## 순창전단대
전주-순창-해남을 잇는 순창전단대(淳昌剪斷帶, Soonchang Shear Zone, SSZ)는 가장 규모가 크고 연장선이 긴 전단대로 전북특별자치도 진안군에서 해남군까지 200 km 연장되며 동쪽의 영남 육괴와 서쪽의 옥천대 사이의 주 경계로 간주된다.

### 화강암
전북특별자치도 남원시의 남원 화강암, 순창 화강암 및 대강 화강암은 호남전단대가 지나가는 지역에 있는 화강암인데 순창 화강암과 대강 화강암에는 호남전단대가 활동한 시기 전단 작용에 의해 변형된 것으로 추정되는 변형 엽리가 발달하나 남원 화강암은 그렇지 않아 세 화강암의 절대연령을 측정하면 호남전단대의 활동 시기를 아주 정밀하게 측정할 수 있어, 이 화강암들에 대한 연대 측정이 여러 차례 시도되었다. 순창 화강암은 대강 화강암 서측, 임실군 성수면과 삼계면, 순창군에 북동-남서 방향으로 분포하는 화강암이며, 연성 전단작용의 영향으로 압쇄엽리가 발달한다. 남원 화강암은 대강 화강암 동측, 남원시 일대에 분포하는 화강암으로 엽리가 거의 없는 흑운모 화강암이다. 대강 화강암은 임실군 오수면 오수리에서 풍악산(606 m)과 문덕봉(599 m)을 지나 동악산(737 m) 지역까지 남-북 방향으로 분포하며 지형적으로 험준한 산지를 형성하고 엽리가 매우 잘 발달하여 외견상 편마암과 비슷할 정도이다.
조규환 외(1999)는 순창전단대 북부 전라남도 순창군, 남원시 지역 화강암에 대해 CHIME 모나자이트 연대 측정을 실시하고, 순창 화강암 179±2 Ma, 대강 화강암 178±2 Ma, 남원 화강암 173~190 Ma (쥐라기 전기~중기)의 연대를 구해 순창전단대가 쥐라기 중기에 발생했다고 하였다.
조희재 외(2013)는 남원 화강암과 순창 화강암에 대해 SHRIMP U-Pb 저어콘 연대측정을 실시하여, 남원 화강암 185.8±0.9 Ma (쥐라기 전기 플리엔스바치안), 순창 화강암 175.0±2.0 Ma (북부), 179.8±0.9 Ma (중부), 177.4±1.3 Ma (전체 평균)의 연대를 얻었다. 이로부터 순창 화강암에 변형을 가한 호남전단대의 활동은 175 Ma 이후에도 일어났던 것으로 보고하였다. 순창 화강암에는 강한 압쇄엽리가 발달하나, 남원 화강암은 엽리가 상대적으로 약하거나 없는데 이는 남원 화강암이 정치된 이후에 호남전단대가 활동했기 때문이 아니라 호남전단대가 남원 화강암의 주 분포지를 지나가지 않기 때문인 것으로 해석하였다.

### 화순탄전
순창전단대는 평안 누층군이 분포하는 전라남도 화순군 화순탄전의 동부를 지나간다. 기원서와 김정환(1992)는 순창전단대의 연장부인 화순탄전 지역의 선캄브리아기 화강암질 편마암과 고생대 후기 변성퇴적암에서 유래한 압쇄암에서 전단 작용에 수반하여 발달한 비대칭 구조들을 기재하고, 이들이 우수향의 운동 방향을 기록한다고 보고하였다. 이병주(1992)에 의하면 화순탄전 북부 지역에서는 화강암질암과 인접한 결정질 응회암에 압쇄암이 발달하며 전형적인 우수향 주향 이동 운동을 지시한다.

### 강진군
조등룡과 기원서(2007)는 순창전단대의 남측 연장으로 추정되는 전라남도 강진군 도암면 석문산 일대의 우수향 연성 전단대의 엽리상 화강암(북위 34° 33′ 05″ 동경 126° 42′ 20″ / 북위 34.55139°  동경 126.70556° , 북위 34° 35′ 19″ 동경 126° 44′ 00″ / 북위 34.58861°  동경 126.73333° )에서 CHIME 모나자이트 연대측정을 실시하여 183.6±2.2 Ma 및 171.7±4.0 Ma (쥐라기 전기 토아르시안/쥐라기 중기 알레시안)의 연대를 얻었고, 강진군 일대 순창전단대의 형성 시기를 172~150 Ma (쥐라기 중기~후기)로 추정하였다. 이 지역의 흑운모 화강암은 압쇄화되어 엽리상 조직을 보이고 북동-남서 방향, 250 m 폭의 압쇄대를 형성한다.

## 광주전단대
광주전단대는 광주 단층을 따라 발달하며 전라남도 장성군 지역에서 백악기 화산암에 덮여 연장이 중단된다. 백광호 외(1979)는 광주 단층 주변 화성암과 변성암에 대해 칼륨-아르곤 연대 측정을 실시하여, 광주 단층이 대보 조산운동과 관련되어 백악기 초에 시작되어 백악기 후기 화산활동 이전에 활동이 종료된 것으로 보았고, 이기화 외(1988)는 전라남도 장성군 지역에서 광주 단층이 폭 1.5 km 정도인 광주전단대를 따라 발달하는 것을 발견하였으며, 중력과 지자기 탐사를 실시하여 광주 단층이 단층 북서부의 쥐라기 화강암과 남동부의 선캄브리아기 편마암 지대의 경계를 형성하는 것으로 보고하였다. 또한 광주 단층과 관련된 현저한 지진 활동을 발견하지 못하였으며, 광주 단층이 활성단층인 증거도 찾을 수 없었다.  장태우 외(1994)는 전라남도 장성군 지역의 광주전단대 내 석영압쇄암의 미구조를 연구하여, 광주전단대가 우수향 주향 이동성 전단 운동의 산물인 것으로 결론 지었다.
기원서 외(2005)는 전라남도 무안군 지역의 광주전단대를 연구하여, 쥐라기 중기 이후와 백악기 2차례의 변형 작용이 발생하였음을 보고하였다. 쥐라기 화강암 내에서 3.5 km 폭의 전단대가 관찰되며, 각섬석 화강섬록암 내에는 초압쇄암이 50~100 m 폭으로 발달한다. 전단운동이 압쇄암화된 각섬석 화강암이 관입한 약 165.8±2.0 Ma (SHRIMP U-Pb, 쥐라기 중기 바조시안) 이후까지 지속된 것으로 추정하였다.
하영지 외(2014)는 호남전단대의 지류인 광주전단대를 따라 분포하는 변성퇴적암에 대해 SHRIMP U-Pb 저어콘 연대측정을 실시하여, 광주전단대 서측 영광군 지역의 변성퇴적암은 옥천대에, 광주전단대 동측 장성군 지역의 변성퇴적암은 영남 육괴에 대비하였고 따라서 광주전단대를 옥천대와 영남 육괴의 지구조적 경계로 추정하였다.

## 전주전단대·영광전단대
전주전단대는 북북동-남남서 방향으로 발달하며, 전라남도 장성군 삼계면 지역에서 영광전단대가 이를 가로지르며 분기되어 발달한다. 이승렬 외(2003)은 전주전단대가 지나는 전북특별자치도 김제시 금산사와 전라남도 무안군 지역 화강암에 대해 SHRIMP U-Pb 저어콘 연령측정을 실시하여, 호남전단대의 우수향 전단운동은 상기의 연구결과들과 달리 적어도 2회에 걸쳐 발생하였다고 주장하였다. 첫 번째 전단운동은 약 173~170 Ma 시기에, 두 번째 전단운동은 166 Ma 이후에 일어났다고 제시하였다. 각 암석의 연대는 김제시 지역 흑운모 화강암 169.6±1.8 Ma/167.5±2.4 Ma, 화강암에 포획당한 엽리상 화강섬록암 172.7±1.4 Ma, 무안군 지역 화강섬록암 176.3±1.7 Ma, 화강암 165.8±2.0 Ma 이다.
영광전단대는 전라남도 영광군 지역에서 동-서 방향으로 발달하며, 장성군 삼계면 지역에서 전주전단대 및 광주전단대(광주 단층)과 교차한다. 이 지역에서 전단대 내 압쇄엽리의 방향은 북북동 방향이나 영광읍 서부 지역에서 동-서 방향으로 휘어진다. 이병주 외(1990)는 이 동-서 방향의 전단대는 북북동 방향의 전단 작용에 수반되어 우수향 주향 이동과 함께 남쪽 지괴의 하강(Down-slip)에 의한 사교성 인편상팬(oblique-slip imbricate fan)으로 해석하였으나 전경석 외(1991)는 기존에 있던 우수향 주향이동 단층이 굴곡되는(releasing bend) 부분에 좌수향의 영광 단층이 발달하여 현재와 같은 분기 및 교차 구조를 형성하였다는 가설을 제시하였다.
가음도 지질도폭(1983) 및 영광 지질도폭(1985)에서는 영광군 염산면 봉화리 상해리, 군남면 설매리, 동간리, 영광읍 학정리, 장암산(484 m), 태청산(593 m), 고성산(546 m) 지역에 분포하는 반상 흑운모 화강암이 압쇄되어 전단대를 형성하고 있음을 보고하였다. 가음도 지질도폭(1983)에 의하면 반상 흑운모 화강암이 지하 깊은 곳에서 연성 변형의 결과로 파쇄되고 신장되어 압쇄암의 암상을 보이고 전단대를 형성한다. 이 전단대는 정읍, 전주 지질도폭 지역까지 연장되는 대규모 전단대로 우수향의 주향 이동 운동에 의해 형성된 것으로 추정된다. 압쇄엽리는 대체로 북동 75° 주향에 남동쪽으로 70° 경사한다. 전단대의 폭은 군남면 장덕리에서 1 km, 염산면 봉남리에서 3 km 이상이다. 영광 지질도폭(1985)에 의하면 반상 흑운모 화강암은 압쇄 중심선에서 1.5~2 km 까지 주향 북동 40°, 경사 남동 65°~수직의 압쇄엽리가 발달한다. 이 전단대에는 변형 작용의 증가에 따른 압쇄암 미구조의 진화 양상이 뚜렷한데, 전단대의 연변부에서 접촉압쇄암(protomylonite), 중심부에서 압쇄암(mylonite)으로 분류될 수 있으며 압쇄암 미구조는 전단대를 가로지른다.

### 영광 단층
동-서 방향의 영광전단대 남측 경계를 따라 거의 동-서 방향으로 발달하는 취성 단층이 발견되어, 전경석 외(1991)에 의해 영광 단층으로 명명되었으며 연성 전단대를 절단한다. 영광 단층은 흑운모 화강암과 반상 흑운모 화강암의 경계를 따라 나타나며, 불갑저수지 동쪽 국도변에서 관찰된 단층면은 동-서 주향에 수직 경사한다.

## 같이 보기
- 한국의 단층
  - 광주 단층
  - 전주 단층
- 한국의 지질
  - 울진군의 지질
  - 영주시의 지질
  - 예천군의 지질
  - 상주시의 지질
  - 영동군의 지질
  - 진안군의 지질
  - 무주군의 지질
  - 남원시의 지질
  - 무안군의 지질
  - 목포시의 지질
  - 강진군의 지질
  - 해남군의 지질